# Emissão espontânea

A – átomo no estado excitado (energia E2)
B – emissão de um fóton (hν)
C – átomo no estado fundamental (energia E1<E2)

Emissão espontânea é o processo pelo qual uma fonte de luz como um átomo, molécula, nanocristal ou núcleo em estado excitado sofre uma transição para um estado de energia inferior, o estado fundamental, e emite um fotão. A emissão espontânea de luz é um processo fundamental que desempenha um papel essencial em inúmeros fenómenos naturais e é a base de inúmeras aplicações, como os tubos fluorescentes, ecrãs de televisão, lasers e diodos emissores de luz (LED).

## Modelo matemático
Se uma fonte de luz (um átomo, por exemplo) está em um estado excitado com a energia {\displaystyle E_{2}}, pode decair espontaneamente (sem nenhuma ajuda externa) para o estado fundamental, de energia {\displaystyle E_{1}}, liberando a diferença de energia entre os dois estados, na forma de um fóton. O fóton terá frequência {\displaystyle \nu } e energia {\displaystyle h\nu }, dado pela equação de Planck:{\displaystyle E_{2}-E_{1}=h\nu }, onde {\displaystyle h} é a constante de Planck. Um diagrama de níveis de energia, que ilustram o processo pode ser visto na figura ao lado.